# Centrale thermique de Niederaussem
La centrale thermique de Niederaussem est une centrale thermique en Rhénanie-du-Nord-Westphalie, en Allemagne.
Elle est considérée en 2019 comme le 3e plus gros pollueur d'Europe avec 25,9 mégatonnes de CO2. C'est aussi la 2eme plus mauvaise en termes d'émissions de mercure, a cause de son usage de lignite.